# Norður-Þingeyjarsýsla

Norður-Þingeyjarsýsla est un comté islandais, situé dans la région de Norðurland eystra. Ce comté a une superficie de 5 380 km2.

## Municipalités
Le comté est situé dans la circonscription Norðausturkjördæmi et comprend les municipalités suivantes :
- Langanesbyggð (en partie dans le Norður-Múlasýsla)
  - (Sauðaneshreppur)
  - (Þórshafnarhreppur)
- Norðurþing
  - (Öxarfjarðarhreppur)
    - (Fjallahreppur)
    - (Presthólahreppur)

  - (Raufarhafnarhreppur)
  - (Kelduneshreppur)
- Svalbarðshreppur